# Bahnstrecke Forchheim–Behringersmühle
| |                                                                        |                                              |                                              |
| Streckennummer (DB): | 5113 (Forchheim–Ebermannstadt), 9585 (Ebermannstadt–Behringersmühle)   |                                              |                                              |
| Kursbuchstrecke (DB): | 822 (Forchheim–Ebermannstadt), 12821 (Ebermannstadt–Behringersmühle)   |                                              |                                              |
| Kursbuchstrecke: | 414k (1946) 414m (Ebermannstadt – Gasseldorf 1946)                     |                                              |                                              |
| Streckenlänge: | 30,7 km                                                                |                                              |                                              |
| Spurweite: | 1435 mm (Normalspur)                                                   |                                              |                                              |
| Streckenklasse: | Forchheim (Oberfr)–Ebermannstadt: C4 Ebermannstadt–Behringersmühle: B2 |                                              |                                              |
| Maximale Neigung: | <20 ‰                                                                  |                                              |                                              |
| Streckengeschwindigkeit: | 60/40 km/h                                                             |                                              |                                              |
| Zugbeeinflussung: | PZB                                                                    |                                              |                                              |
| |                                                                        |                                              |                                              |
| \| \| \| von Bamberg \| \| \| \| 0,000 \| Forchheim (Oberfr) \| 266 m \| \| \| \| nach Höchstadt (Aisch) und nach Nürnberg Hbf \| \| \| \| \| Trubbach \| \| \| \| 2,200 \| Sigritzau (bis 1927) \| Sigritzau (bis 1927) \| \| \| 3,361 \| Pinzberg \| Pinzberg \| \| \| 4,506 \| Gosberg \| Gosberg \| \| \| 6,112 \| Wiesenthau \| Wiesenthau \| \| \| 8,831 \| Kirchehrenbach (ehem. Bf)[1] \| Kirchehrenbach (ehem. Bf)[1] \| \| \| 10,700 \| Kolmreuth (bis 1927) \| Kolmreuth (bis 1927) \| \| \| 12,253 \| Pretzfeld \| Pretzfeld \| \| \| 14,765 \| Ebermannstadt \| 291 m \| \| \| 15,196 \| Infrastrukturgrenze DB InfraGO / DFS \| Infrastrukturgrenze DB InfraGO / DFS \| \| \| \| Wiesent (44 m) \| \| \| \| 17,200 \| Gasseldorf (seit 1922, ehem. Bf) \| Gasseldorf (seit 1922, ehem. Bf) \| \| \| \| nach Heiligenstadt (Oberfr) \| \| \| \| 19,100 \| Streitberg \| 302 m \| \| \| \| Wiesent \| (93 m) \| \| \| 22,700 \| Muggendorf \| Muggendorf \| \| \| 25,900 \| Burggaillenreuth \| Burggaillenreuth \| \| \| 28,000 \| Gößweinstein \| Gößweinstein \| \| \| \| Wiesent (Hindenburgbrücke, 155 m) \| \| \| \| 30,700 \| Behringersmühle \| 322 m \| \| \| \| \| \| \| Quellen: [2][3][4] \| \| \| \| |                                                                        |                                              |                                              |
| Strecke |                                                                        | von Bamberg                                  | von Bamberg                                  |
| Bahnhof | 0,000                                                                  | Forchheim (Oberfr)                           | 266 m                                        |
| Abzweig geradeaus und nach rechts |                                                                        | nach Höchstadt (Aisch) und nach Nürnberg Hbf | nach Höchstadt (Aisch) und nach Nürnberg Hbf |
| Brücke über Wasserlauf |                                                                        | Trubbach                                     | Trubbach                                     |
| ehemaliger Haltepunkt / Haltestelle | 2,200                                                                  | Sigritzau (bis 1927)                         | Sigritzau (bis 1927)                         |
| Haltepunkt / Haltestelle | 3,361                                                                  | Pinzberg                                     | Pinzberg                                     |
| Haltepunkt / Haltestelle | 4,506                                                                  | Gosberg                                      | Gosberg                                      |
| Haltepunkt / Haltestelle | 6,112                                                                  | Wiesenthau                                   | Wiesenthau                                   |
| Haltepunkt / Haltestelle | 8,831                                                                  | Kirchehrenbach (ehem. Bf)                    | Kirchehrenbach (ehem. Bf)                    |
| ehemaliger Haltepunkt / Haltestelle | 10,700                                                                 | Kolmreuth (bis 1927)                         | Kolmreuth (bis 1927)                         |
| Haltepunkt / Haltestelle | 12,253                                                                 | Pretzfeld                                    | Pretzfeld                                    |
| Bahnhof | 14,765                                                                 | Ebermannstadt                                | 291 m                                        |
| Wechsel des Eisenbahninfrastrukturunternehmens | 15,196                                                                 | Infrastrukturgrenze DB InfraGO / DFS         | Infrastrukturgrenze DB InfraGO / DFS         |
| Brücke über Wasserlauf |                                                                        | Wiesent (44 m)                               | Wiesent (44 m)                               |
| Haltepunkt / Haltestelle | 17,200                                                                 | Gasseldorf (seit 1922, ehem. Bf)             | Gasseldorf (seit 1922, ehem. Bf)             |
| Abzweig geradeaus und ehemals nach links |                                                                        | nach Heiligenstadt (Oberfr)                  | nach Heiligenstadt (Oberfr)                  |
| Bahnhof | 19,100                                                                 | Streitberg                                   | 302 m                                        |
| Brücke über Wasserlauf |                                                                        | Wiesent                                      | (93 m)                                       |
| Bahnhof | 22,700                                                                 | Muggendorf                                   | Muggendorf                                   |
| Haltepunkt / Haltestelle | 25,900                                                                 | Burggaillenreuth                             | Burggaillenreuth                             |
| Haltepunkt / Haltestelle | 28,000                                                                 | Gößweinstein                                 | Gößweinstein                                 |
| Brücke über Wasserlauf |                                                                        | Wiesent (Hindenburgbrücke, 155 m)            | Wiesent (Hindenburgbrücke, 155 m)            |
| Kopfbahnhof Streckenende | 30,700                                                                 | Behringersmühle                              | 322 m                                        |
| |                                                                        |                                              |                                              |
| Quellen: |                                                                        |                                              |                                              |

Die Bahnstrecke Forchheim–Behringersmühle, auch Wiesenttalbahn genannt, ist eine eingleisige, nicht elektrifizierte Nebenbahn in Bayern. Sie verläuft in der Fränkischen Schweiz von Forchheim über Ebermannstadt nach Behringersmühle.
Der Abschnitt Forchheim–Ebermannstadt wird heute von der DB InfraGO betrieben, wobei die agilis Verkehrsgesellschaft den Personenverkehr bedient. Der Abschnitt Ebermannstadt–Behringersmühle wird von der Dampfbahn Fränkische Schweiz (DFS) als Museumsbahn betrieben.

## Geschichte

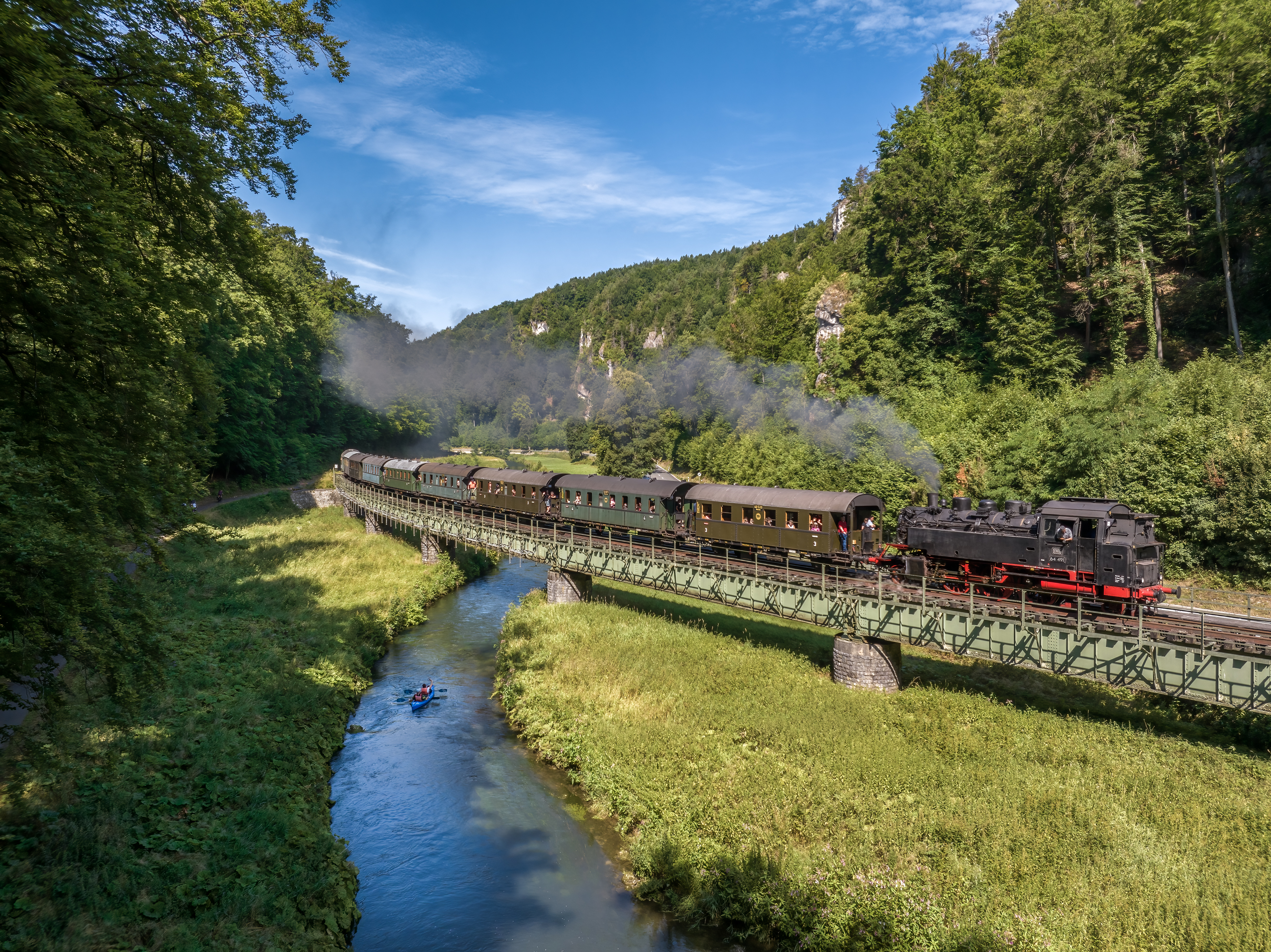
Hindenburgbrücke kurz vor Behringersmühle

Die Bayerische Staatsbahn eröffnete am 1. Juni 1891 eine 15 km lange Lokalbahn vom Bahnhof Forchheim der Ludwigs-Süd-Nord-Bahn ins Wiesenttal aufwärts zur damaligen Kreisstadt Ebermannstadt. Der Weiterbau wäre sowohl ins Leinleitertal nach Heiligenstadt als auch weiter aufwärts ins Wiesenttal nach Gößweinstein möglich gewesen; realisiert wurde zunächst die Strecke nach Heiligenstadt, da sich die Gemeinden im Wiesenttal nicht über eine Trassenführung einig werden konnten.
Die Stichstrecke von Ebermannstadt nach Heiligenstadt über Gasseldorf konnte bereits 1915 eröffnet werden.
Nach dem Ersten Weltkrieg nahm die Deutsche Reichsbahn den schon 1912 genehmigten Bau der Bahn ins Wiesenttal wieder auf, konnte jedoch aus finanziellen Gründen nur jeweils kurze Abschnitte fertigstellen. So erreichte man am 15. Juni 1922 Muggendorf und am 9. Juli 1927 den Bahnhof des Marktes Gößweinstein, der unterhalb des Ortes im Tal der Wiesent liegt.
Am 5. Oktober 1930 wurde, 13,5 km vom Trennungsbahnhof Gasseldorf entfernt, nahe der Mündung der Püttlach in die Wiesent die nächste Station Behringersmühle eröffnet. Der kurze Endabschnitt von Gößweinstein bis dorthin war zugleich die letzte neu gebaute Nebenstrecke in Bayern. Um das Landschaftsbild durch die Bahntrasse nicht zu stark zu verändern, wurde beim Bau des Abschnitts Sachsenmühle–Behringersmühle Ende der 1920er Jahre bereits erheblicher Aufwand betrieben. Hierzu waren der Bau einer 165 m langen Eisenbahnbrücke („Hindenburgbrücke“), die Verlegung des Betts der Wiesent um 200 m und die Verlagerung der Straße erforderlich. Das führte zu erheblichen Mehrkosten, sodass die Eröffnung des Endabschnitts bis Behringersmühle erst 1930 erfolgte.
Eine Fortsetzung in Richtung Pottenstein oder gar bis Pegnitz, wo man an die Hauptstrecke Nürnberg–Bayreuth anschließen wollte, kam wegen der einsetzenden Weltwirtschaftskrise und der später wachsenden Bedeutung des Straßenverkehrs nicht mehr zustande.

## Betrieb
Trotzdem erfüllte die vorhandene Bahn für den Fremdenverkehr in der Fränkischen Schweiz rund 50 Jahre lang ihre Aufgabe zufriedenstellend. Hervorzuheben sind die im Sommerfahrplan regelmäßig eingesetzten Ausflugszüge von Nürnberg und Bamberg nach Behringersmühle, die von zahlreichen Wanderern genutzt wurden.

### Teilstück Forchheim–Ebermannstadt

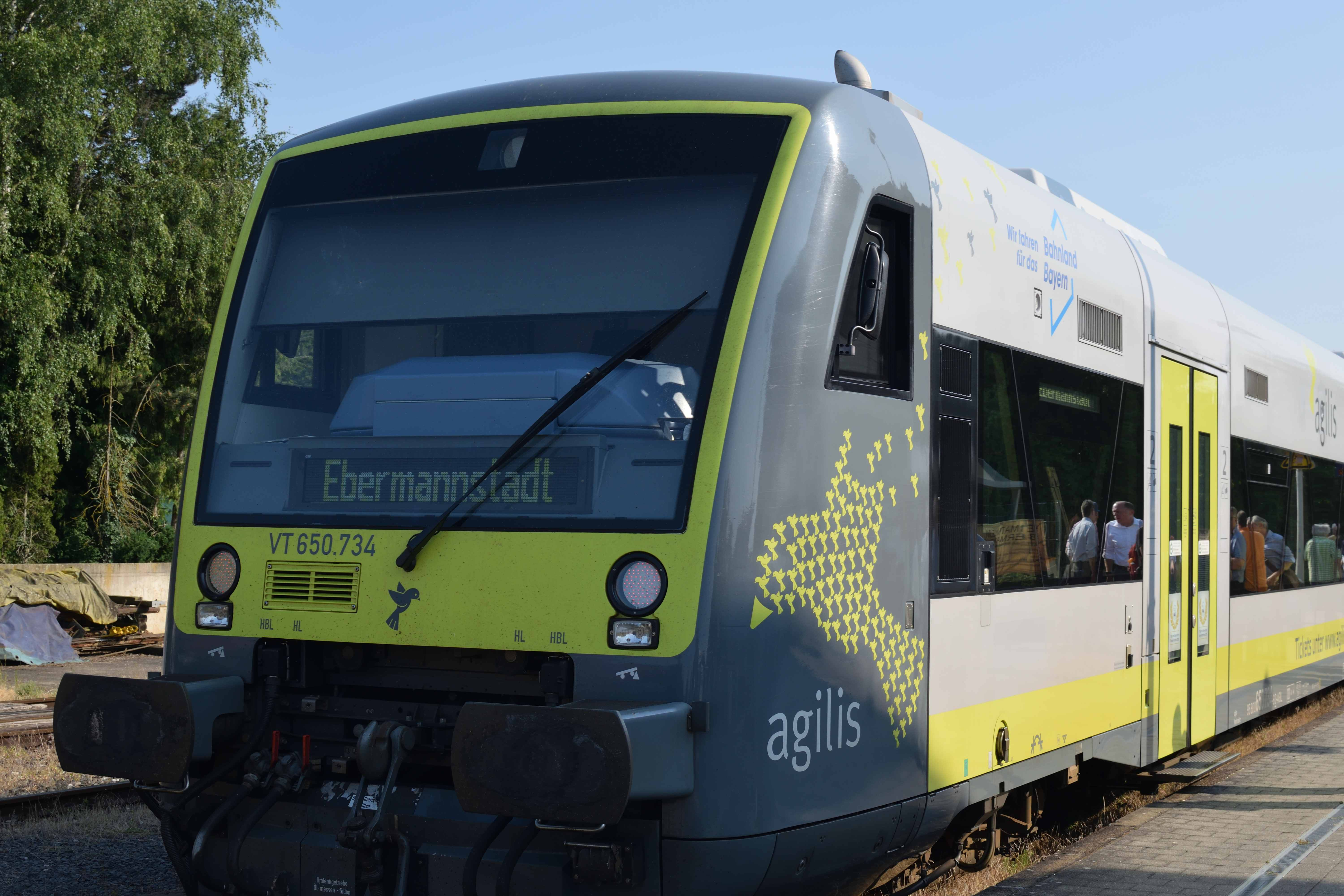
Stadler Regio-Shuttle der Agilis in Ebermannstadt

Dieser Abschnitt wurde am 27. September 1987 in den Verkehrsverbund Großraum Nürnberg aufgenommen und wird als RB22 (bis 2020 R22) bezeichnet. Bis zum Fahrplanwechsel im Winter 2008 wurden Dieseltriebwagen der Baureihe VT 614 eingesetzt, danach fuhr ein Zug der Baureihe 642 als einfacher bzw. oder Doppelzug.
Als Teil des „Dieselnetzes Oberfranken“ wurde die Strecke von der Bayerischen Eisenbahngesellschaft am 8. Februar 2008 ausgeschrieben. Die Gewinnerin der Ausschreibung, die agilis Verkehrsgesellschaft mbH, setzt seit dem 12. Juni 2011 einteilige Dieseltriebwagen vom Typ Stadler Regio-Shuttle RS1 ein. Damit verbunden sind verlängerte Betriebszeiten am Abend und ein dichterer Takt am Wochenende.
Eine Petition strebte im Jahr 2021 statt des herrschenden stündlichen Verkehrs einen 30-Minuten-Takt an, um die Attraktivität des ÖPNV in der Fränkischen Schweiz zu steigern. Es beteiligten sich neben einigen Lokalpolitikern auch die Bundestagsabgeordnete Lisa Badum sowie diverse Vereine und Initiativen. Über 5800 Unterschriften wurden im Juni 2022 dem Bayerischen Landtag übergeben. Derzeit (Stand Juni 2023) ist eine Entscheidung nicht in Sicht – es sind weitere Fragen zu klären. Zentrales Problem sind laut BEG, die zu niedrigen Fahrgastzahlen: Bei der letzten Erhebung 2019 lag die Nachfrage werktags bei ca. 650 Personenkilometern (Pkm) pro Kilometer Streckenlänge. Für einen 30-Minuten-Takt zu den Hauptverkehrszeiten benötigte es nach den derzeitigen Vorschriften mindestens 3000, ganztägig sogar 5000 Pkm.
Auf der Strecke Forchheim–Ebermannstadt ist vorgesehen, ab Dezember 2035 die Relation mit Akkuzügen anstatt wie bisher mit Dieseltriebwagen zu betreiben.  Dies stellt einen Teil des Projekts der Elektrifizierung der „Dieselinsel Oberfranken“ dar, zu dem bereits eine Machbarkeitsstudie veröffentlicht worden ist. Dabei sollen bis 2035 bzw. 2040 nötige Elektrifizierungslücken, u. a. im Raum Hof, geschlossen werden, um einen Akkuzugbetrieb zu ermöglichen. Auf der Bahnstrecke Forchheim–Ebermannstadt sei laut der Studie aber keine Teilelektrifizierung nötig, da der Akku am Bestandsnetz am Bahnhof Forchheim aufgeladen werden könne. Lediglich die Abstellgleise im Bahnhof Forchheim und das Bahnsteiggleis 8, ebenfalls  im Forchheimer Bahnhof, müssten mit einer elektrischen Oberleitung versehen werden, so die Studie.

### Teilstück Ebermannstadt–Behringersmühle

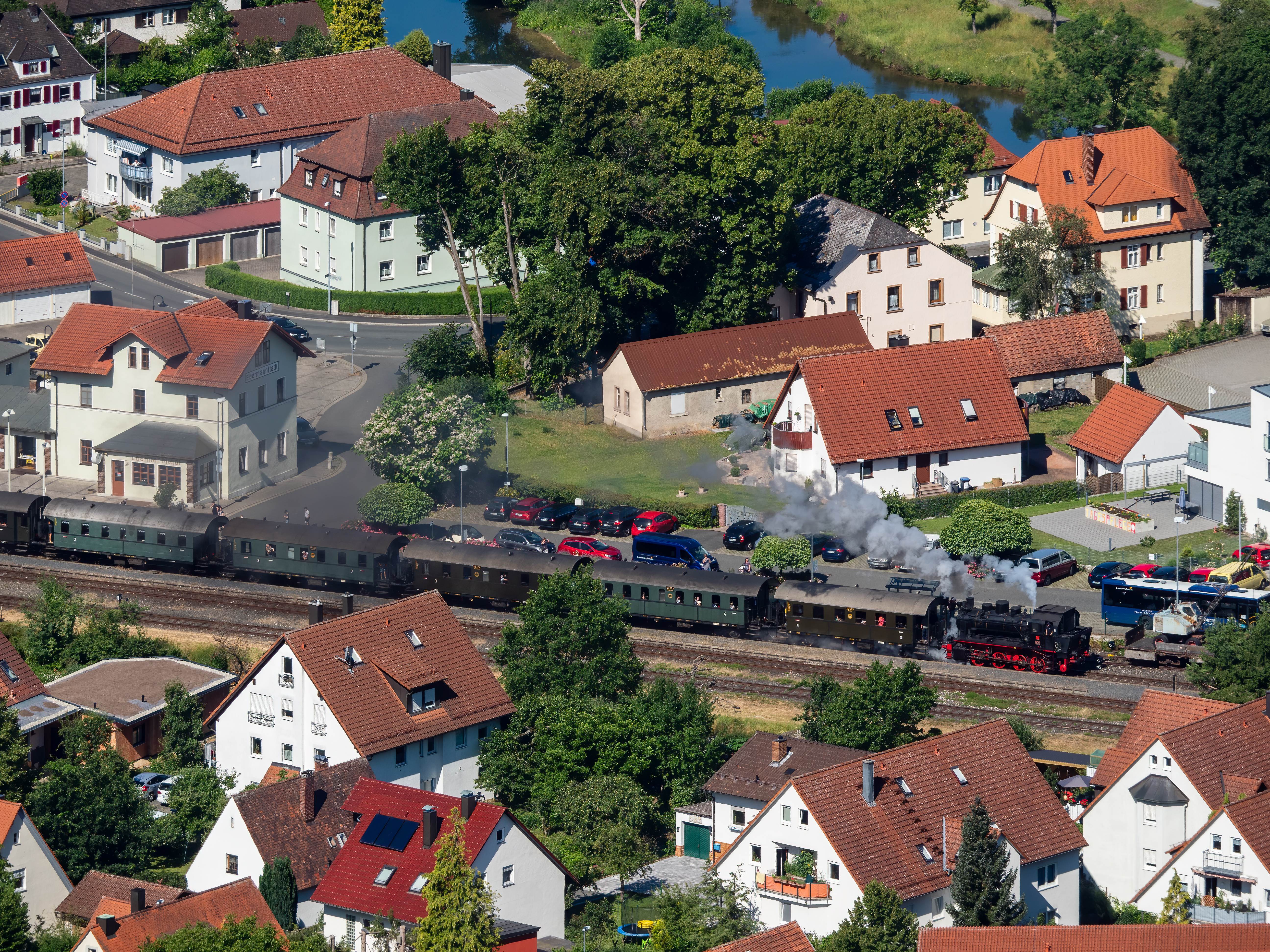
Ausgangspunkt Bahnhof Ebermannstadt
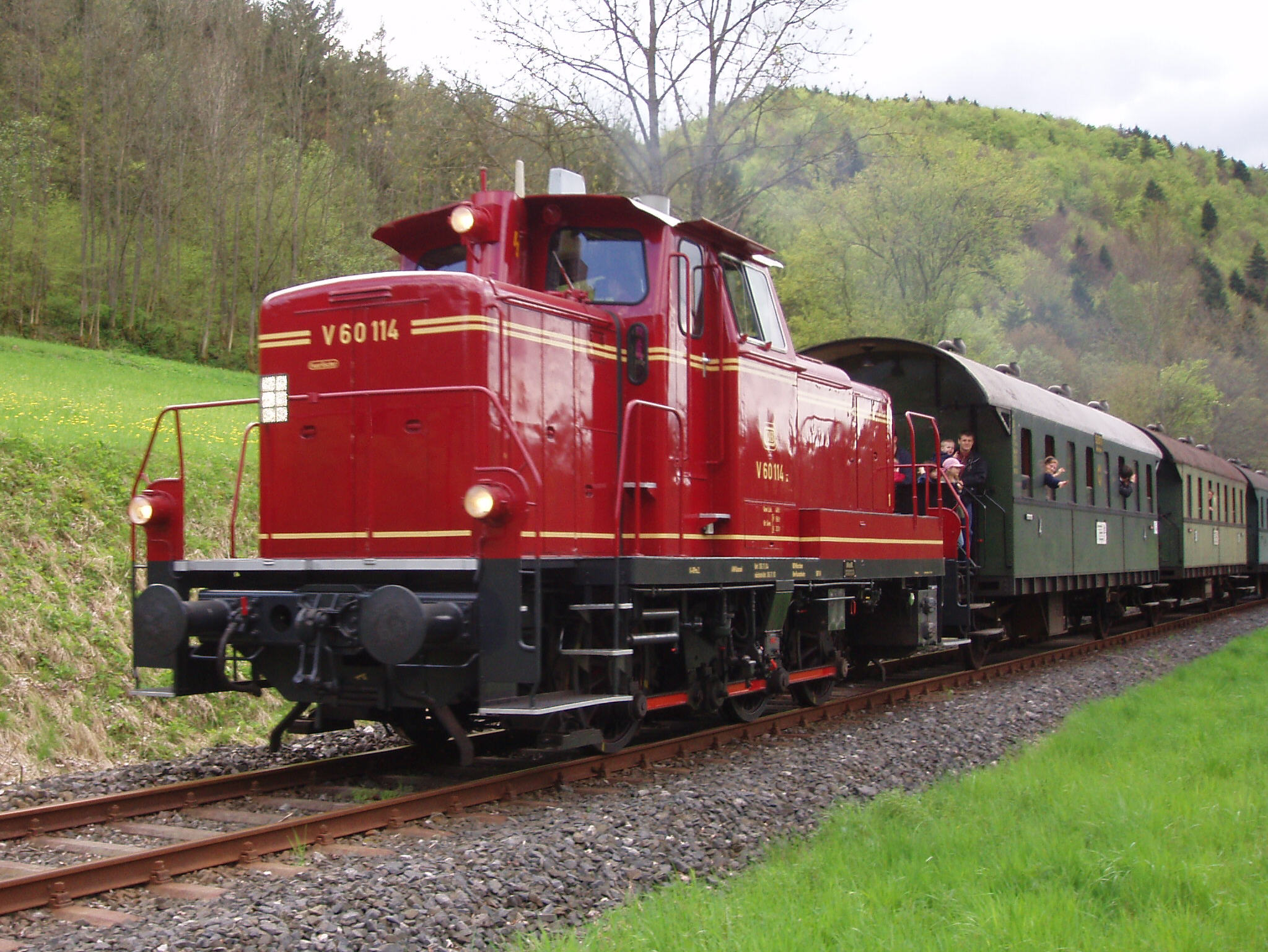
Diesellok V60 der DFS
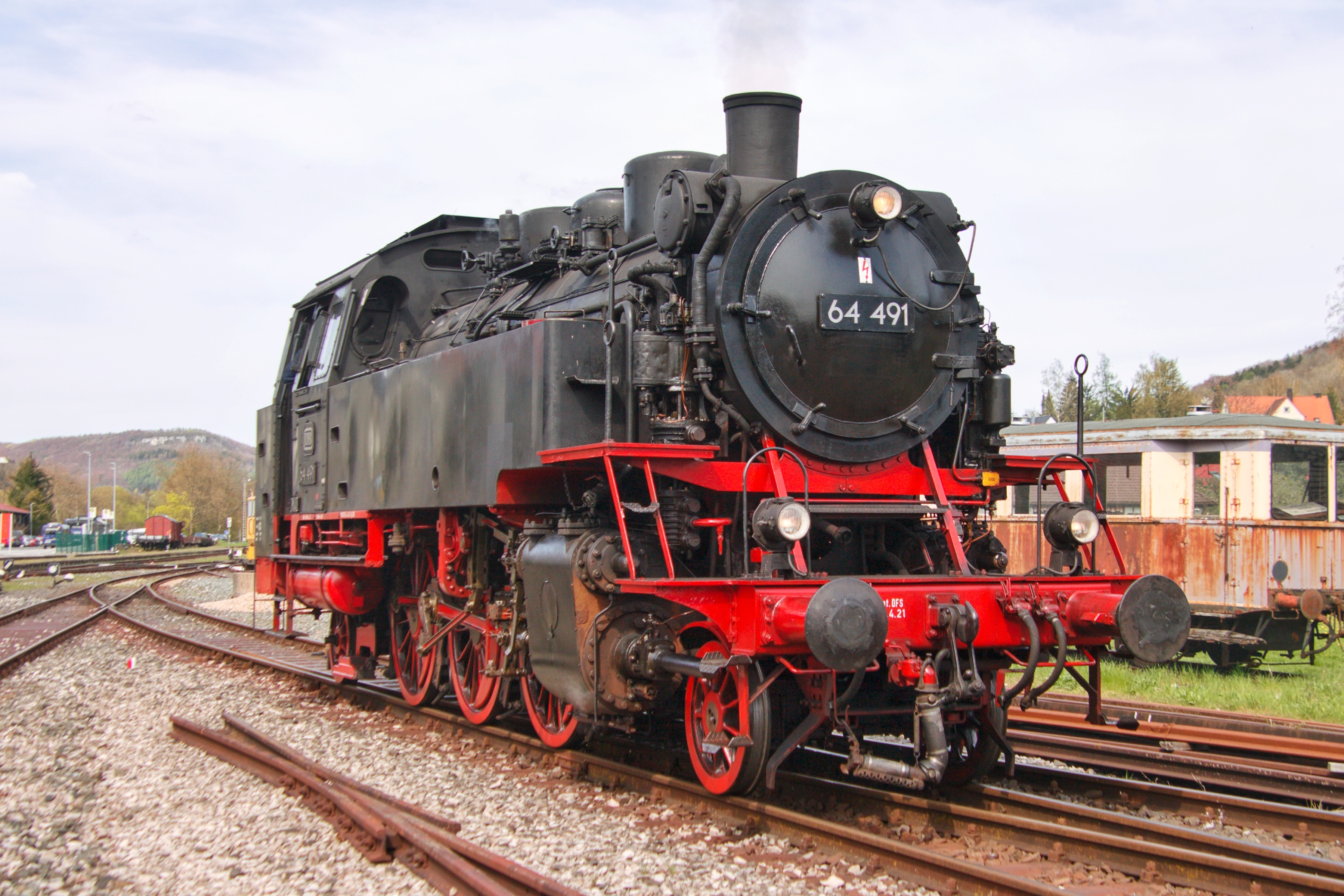
Dampflok 64 491 der DFS
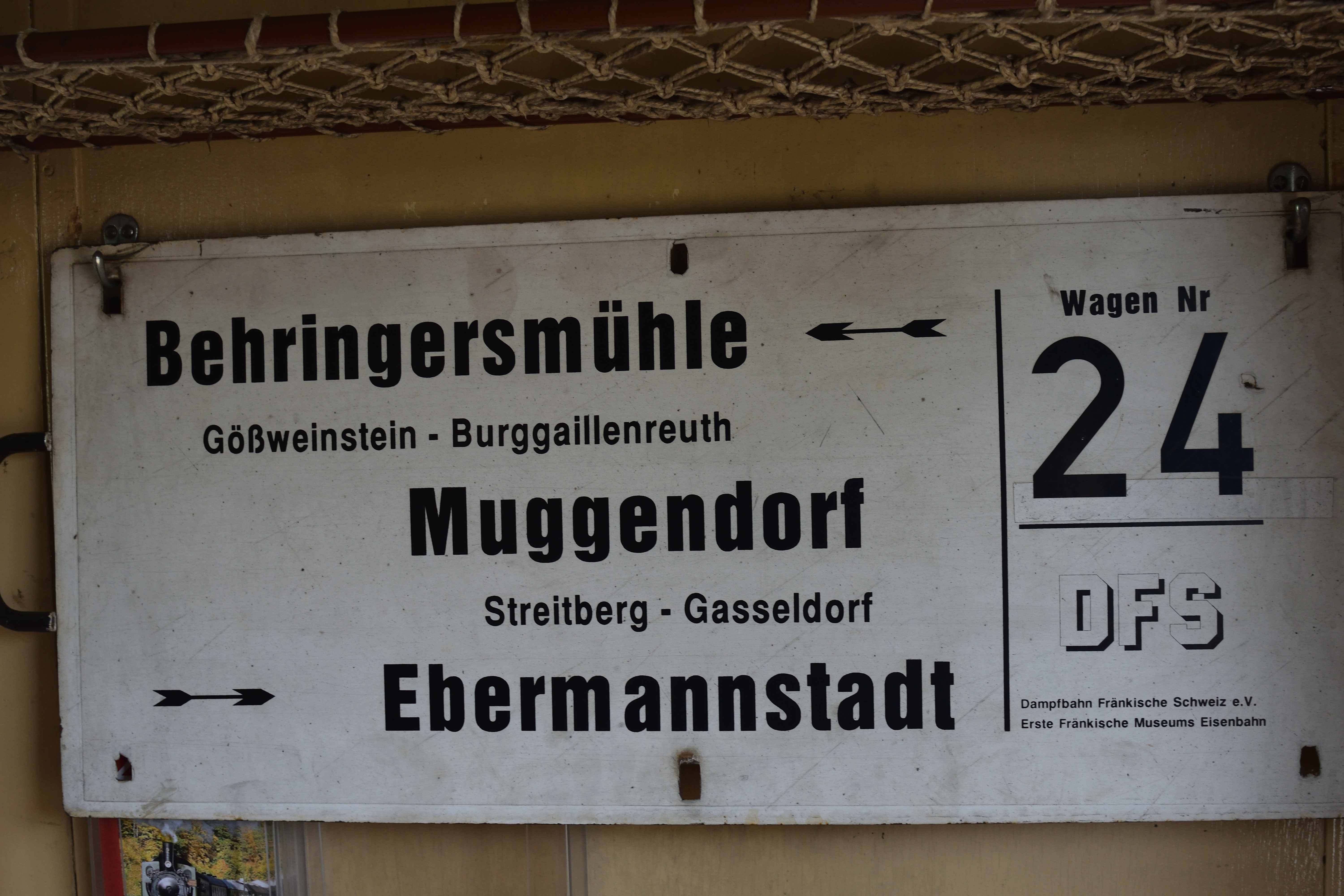
Zuglaufschild Ebermannstadt – Behringersmühle
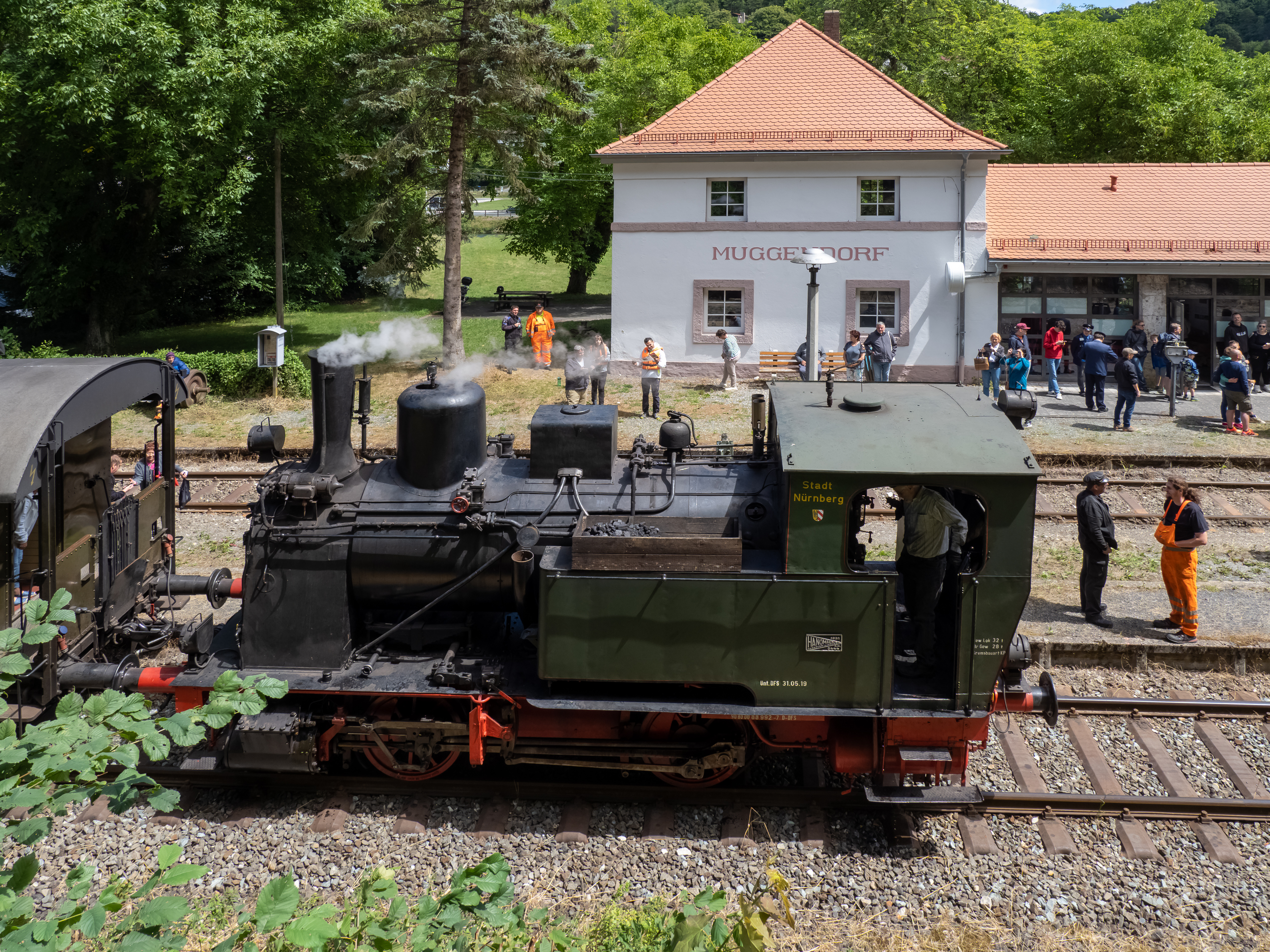
Bahnhof Muggendorf
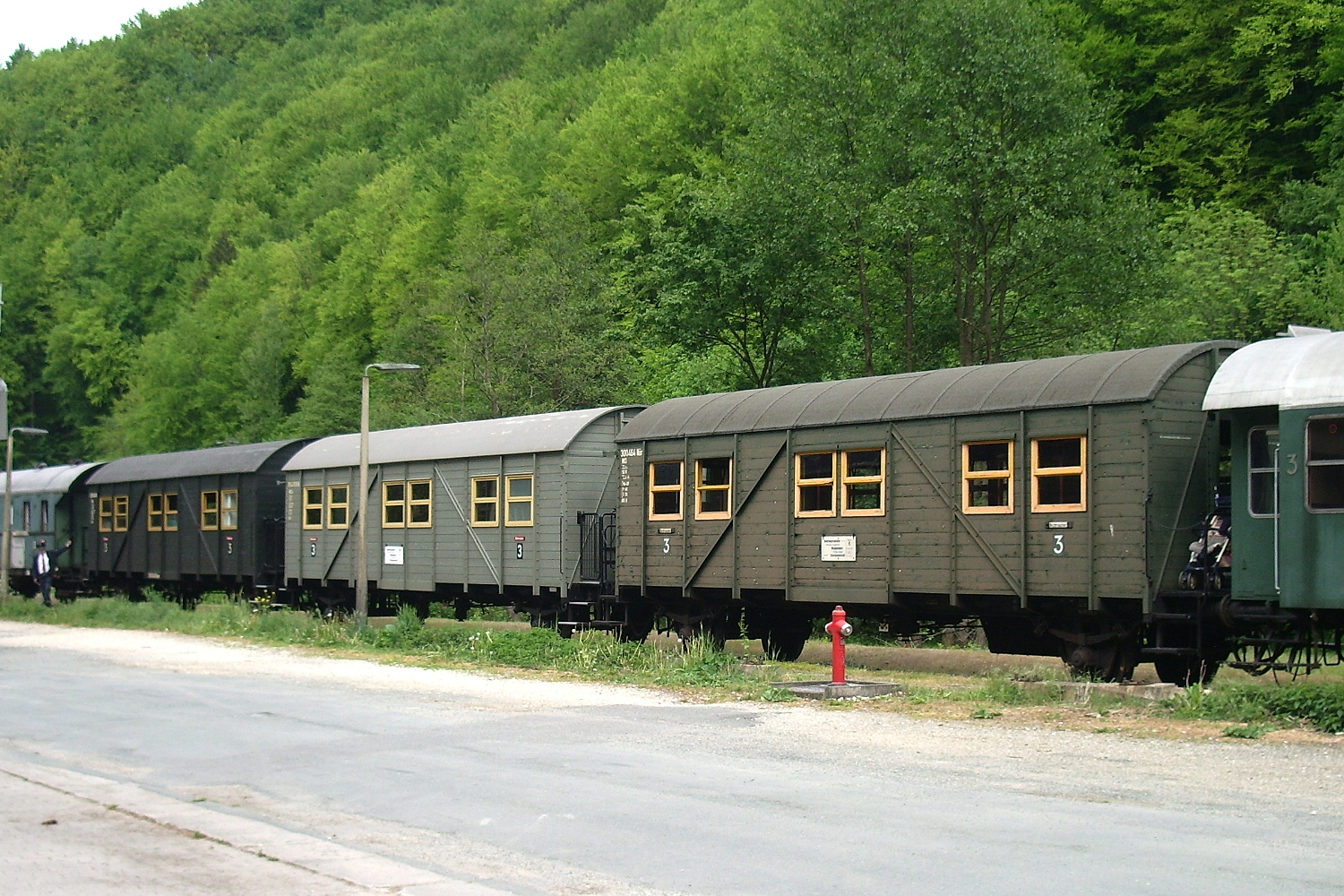
Historische Reisezugwagen
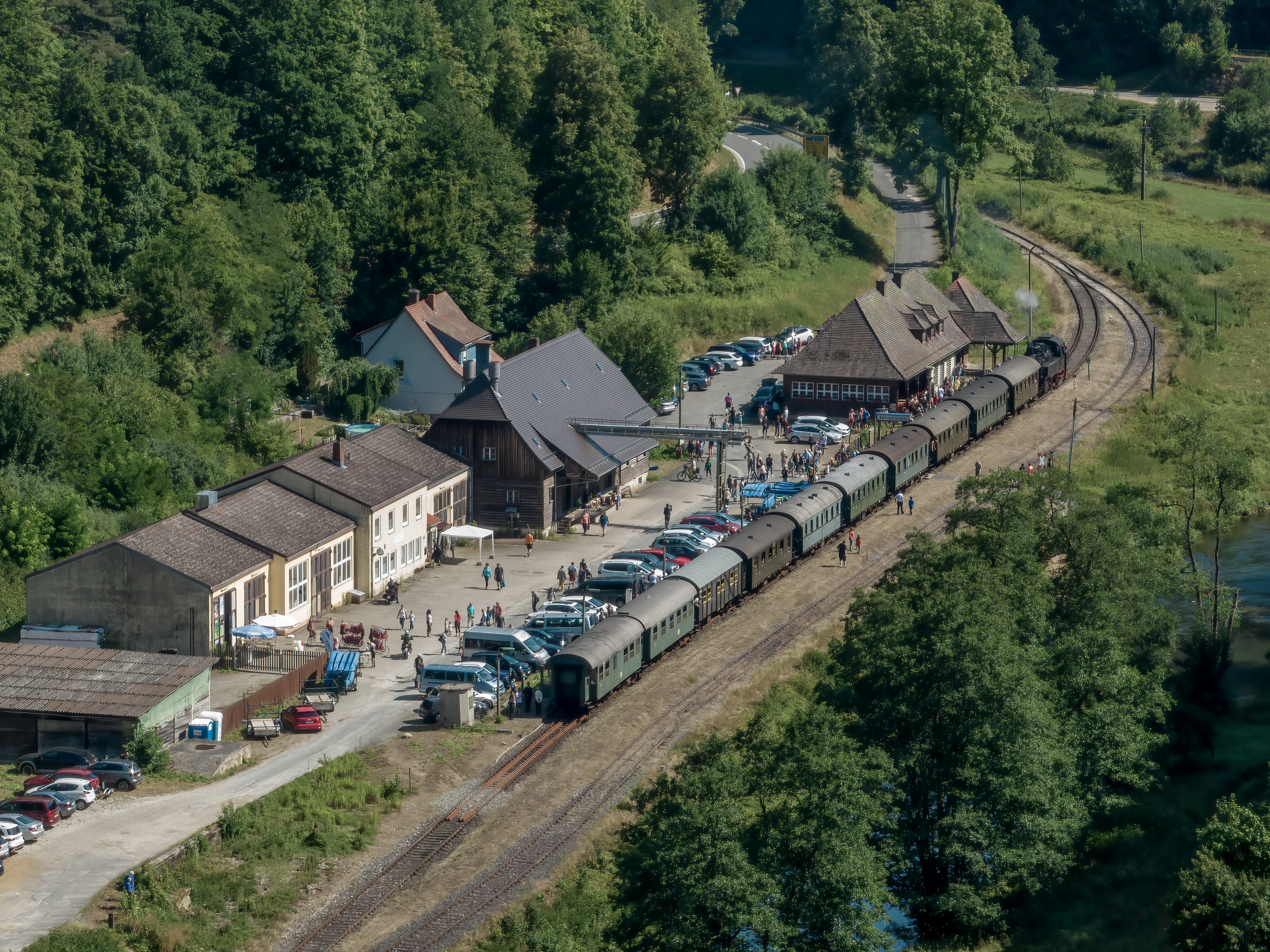
Endstation Behringersmühle

Zum 30. Mai 1976 stellte die DB den Personenverkehr auf dem Abschnitt Ebermannstadt–Behringersmühle ein. Die Strecke nach Behringersmühle wurde auf Busbetrieb umgestellt. Da der Güterverkehr dort nie eine große Rolle gespielt hatte, plante die Deutsche Bundesbahn alsbald den Abbau der Gleisanlagen. Gegen die absehbare Entwicklung regte sich schon 1974 Widerstand, und es gelang der DFS, die Bahnstrecke zu kaufen. So wurde es möglich, ab 9. August 1980 dort einen touristischen Eisenbahnverkehr mit historischem Material aufzunehmen, der im Sommerhalbjahr nach einem festen Fahrplan durchgeführt wird. Für die Fahrt wird ein Sonderticket benötigt, das Deutschlandticket gilt nicht. Für den Abschnitt wurde die private Streckennummer 9585 vergeben.

## Sonstiges

### Infozentrum
Das Empfangsgebäude des Bahnhofs Muggendorf beherbergt heute das Info-Zentrum des Naturparks Fränkische Schweiz – Frankenjura.

### Digitalisierungslabor
Das Bayerische Staatsministerium für Wohnen, Bau und Verkehr fördert eine Vorstudie der Innovation und Zukunft Stiftung zu autonomen Zugfahren auf dieser Strecke. Die beiden Teilabschnitte gehören jetzt zu einer Pilotstrecke. Da die öffentliche Hand derzeit mehr Geld für einen heute schon bestehenden höheren Bedarf investieren müsste, sollen auf dieser Strecke Demonstratorfahrzeuge für zukünftig autonomes Fahren verkehren, so die Stiftung.

### Zugtausch Juni 2023
Anlässlich der 700-Jahr-Feier der Stadt Ebermannstadt bot die Dampfbahn Fränkische Schweiz am 18. Juni in Zusammenarbeit mit agilis verschiedene Sonderfahrten an. Zweimal befuhr ein Sandwich der DFS, bestehend aus der Dampflok 64 491 und der Diesellok V60 114, die gesamte Strecke von Forchheim bis Behringersmühle. Außerdem beförderte die agilis mittels ihrer Stadler Regio-Shuttles in Doppeltraktion Fahrgäste von Ebermannstadt bis nach Behringersmühle. In einer Podiumsdiskussion tauschten sich Experten der Technischen Hochschule Nürnberg mit Vertretern der BEG, der agilis, sowie dem bayerischen Umweltminister Thorsten Glauber aus und berieten über die Zukunft der Wiesenttalbahn.

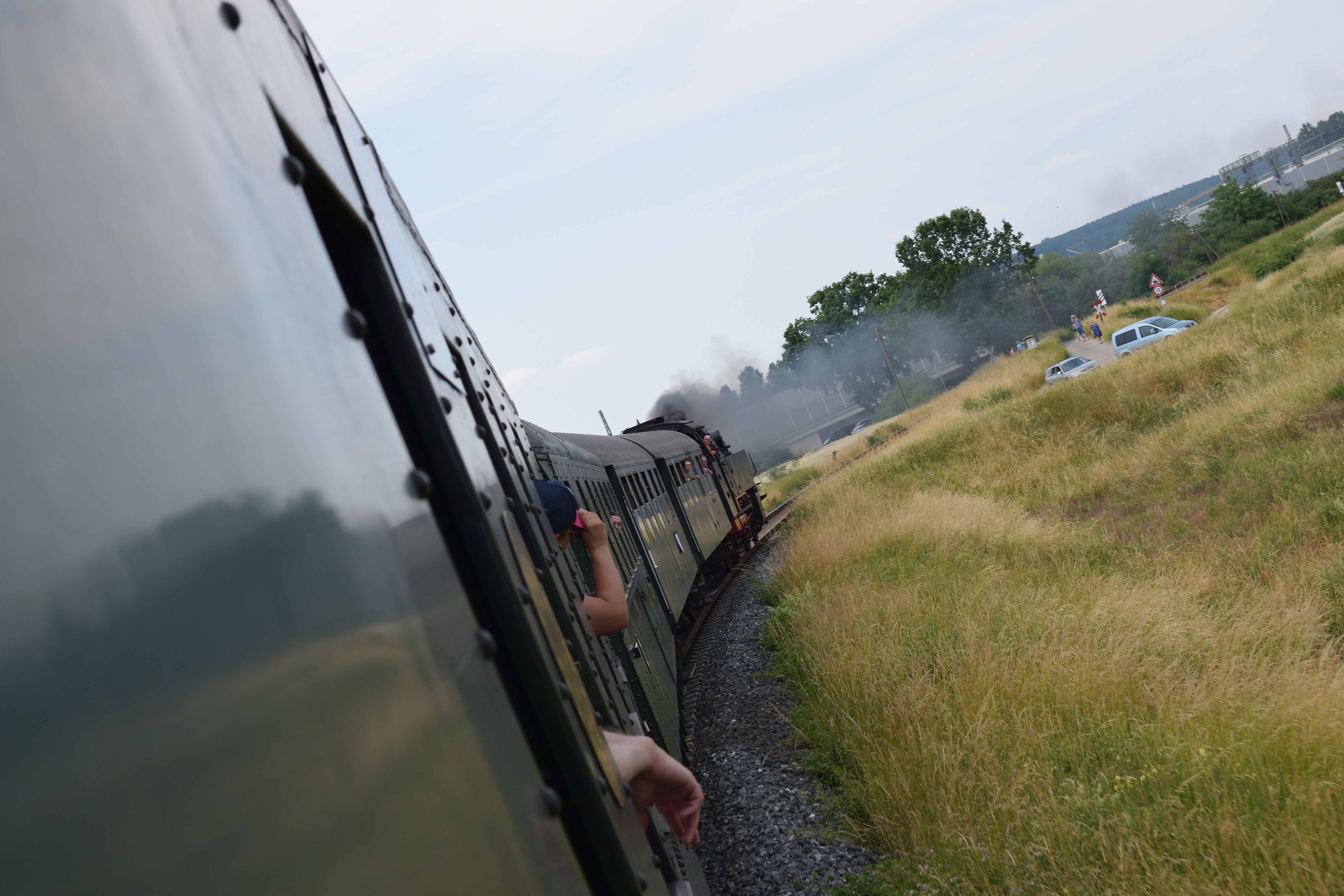
DFS-Sonderzug Einfahrt Forchheim
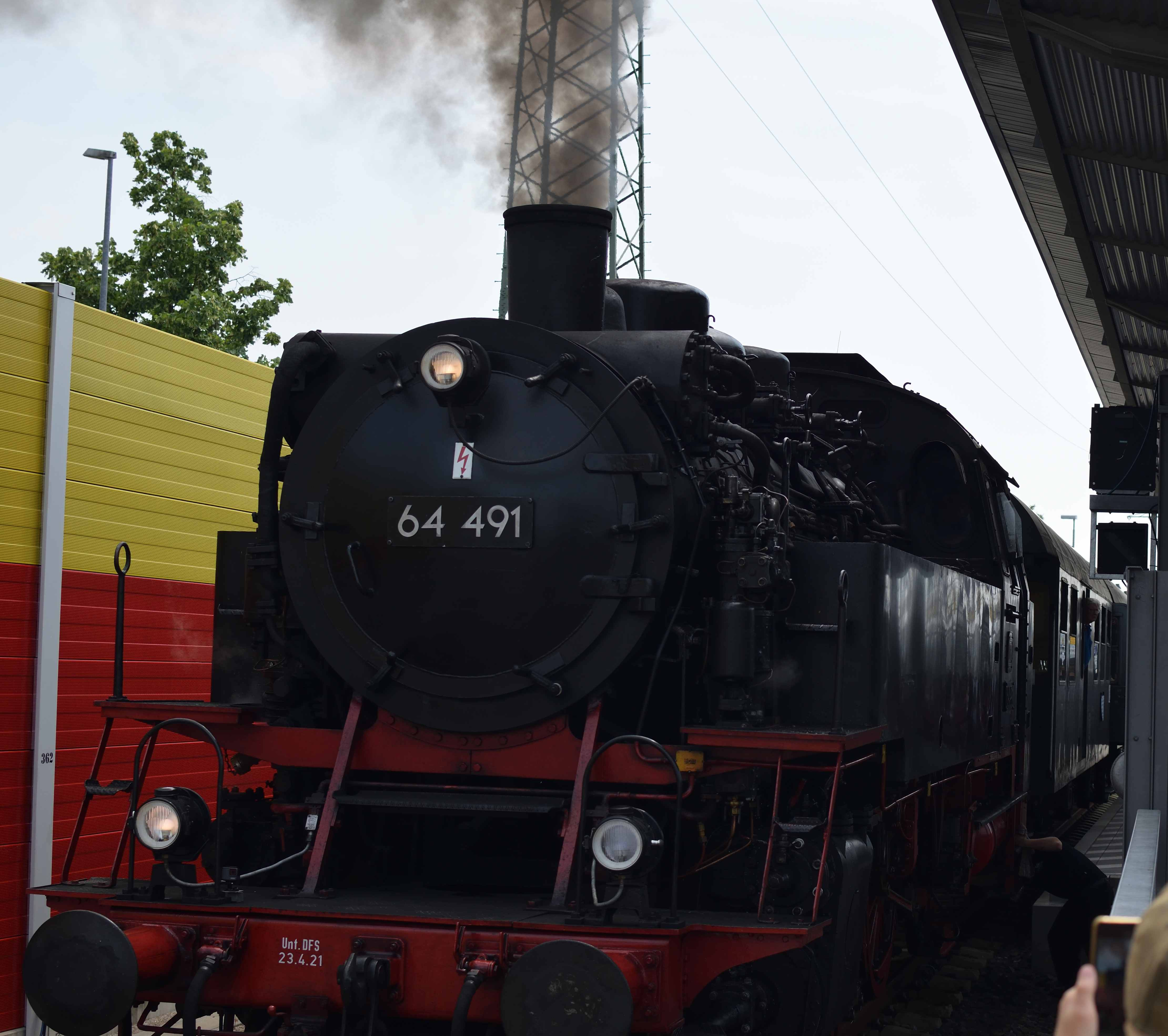
Dampflok 64 491 im Bahnhof Forchheim
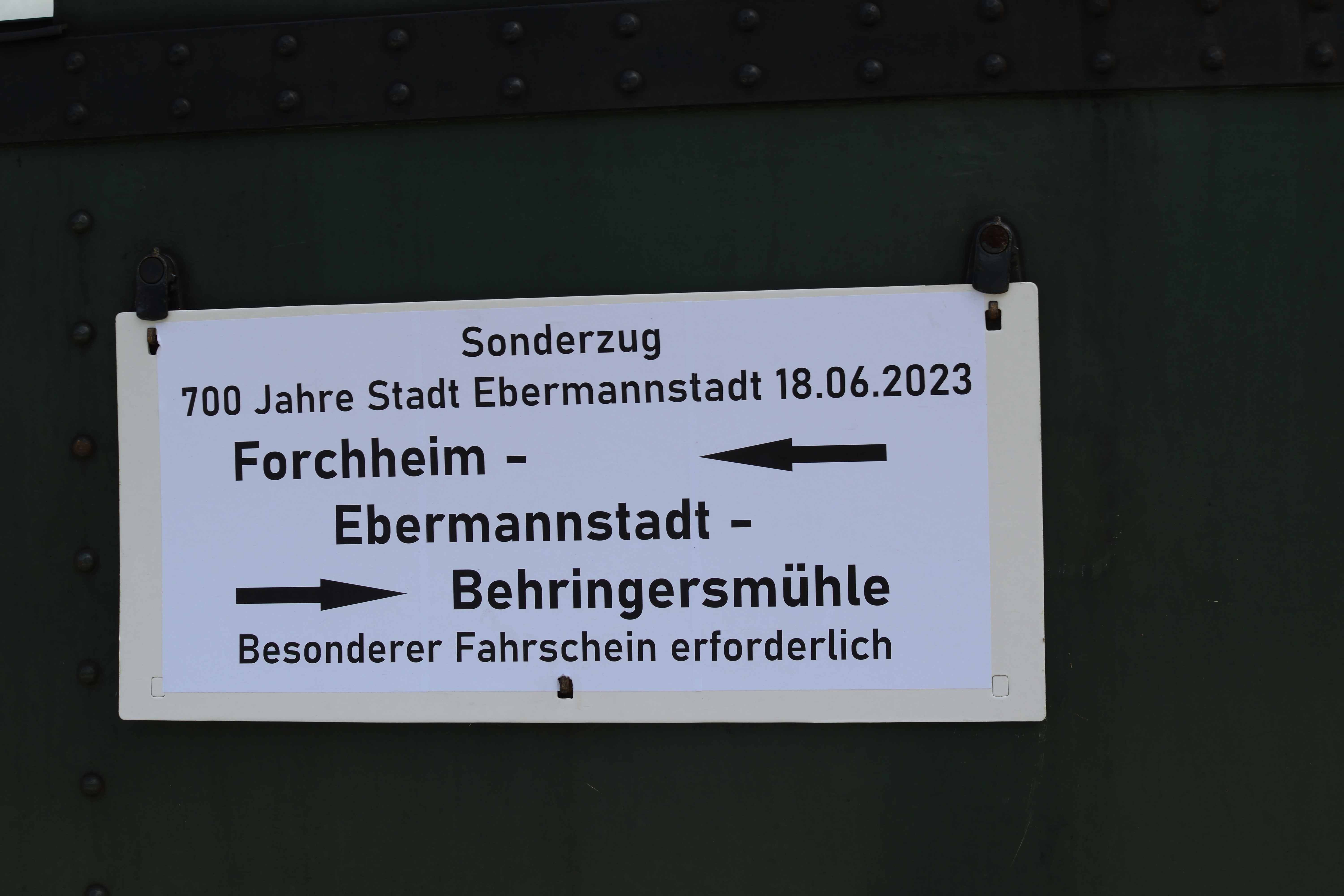
Sonderfahrt 700 Jahre Ebermannstadt
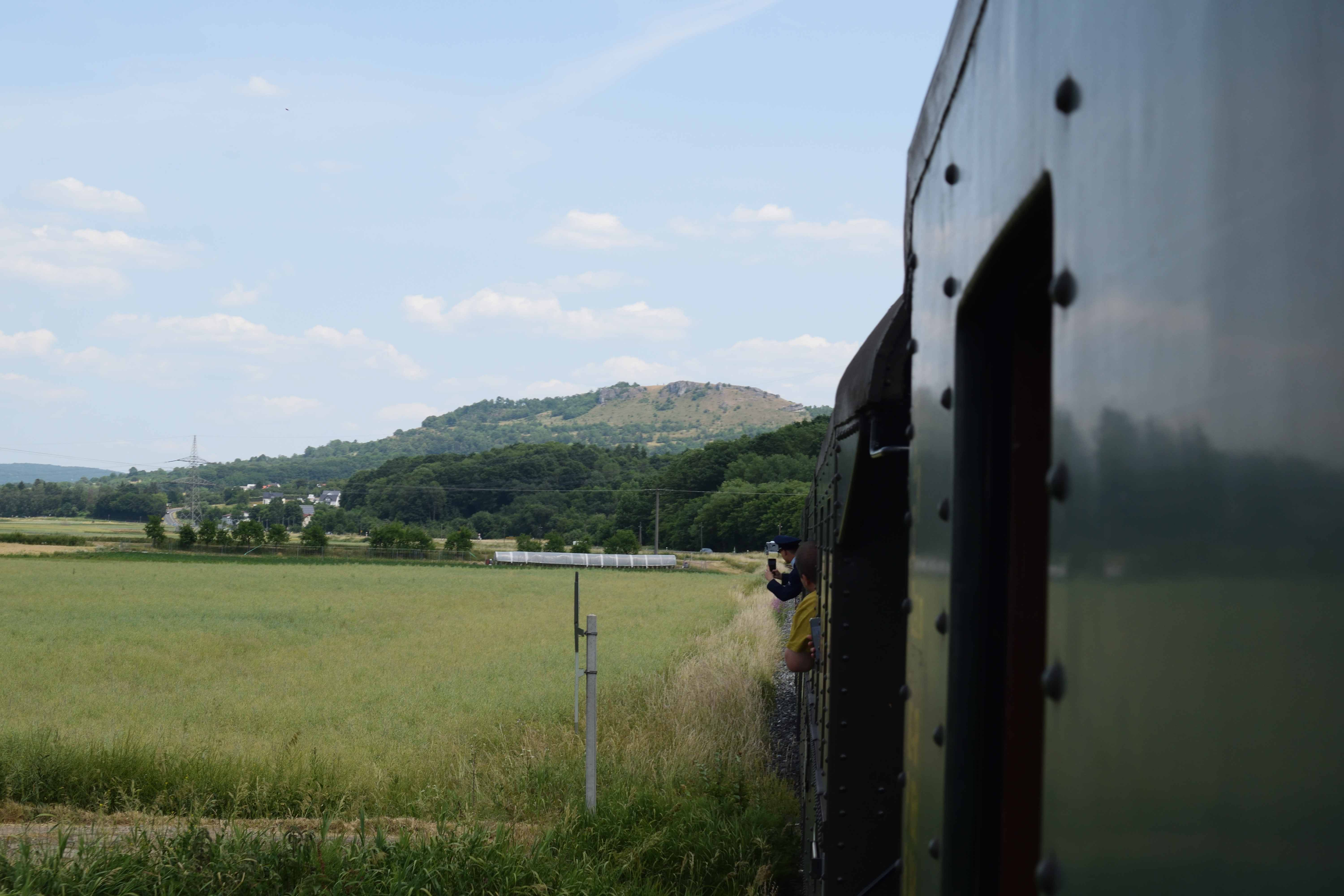
Panorama des vorderen Wiesenttals mit Walberla
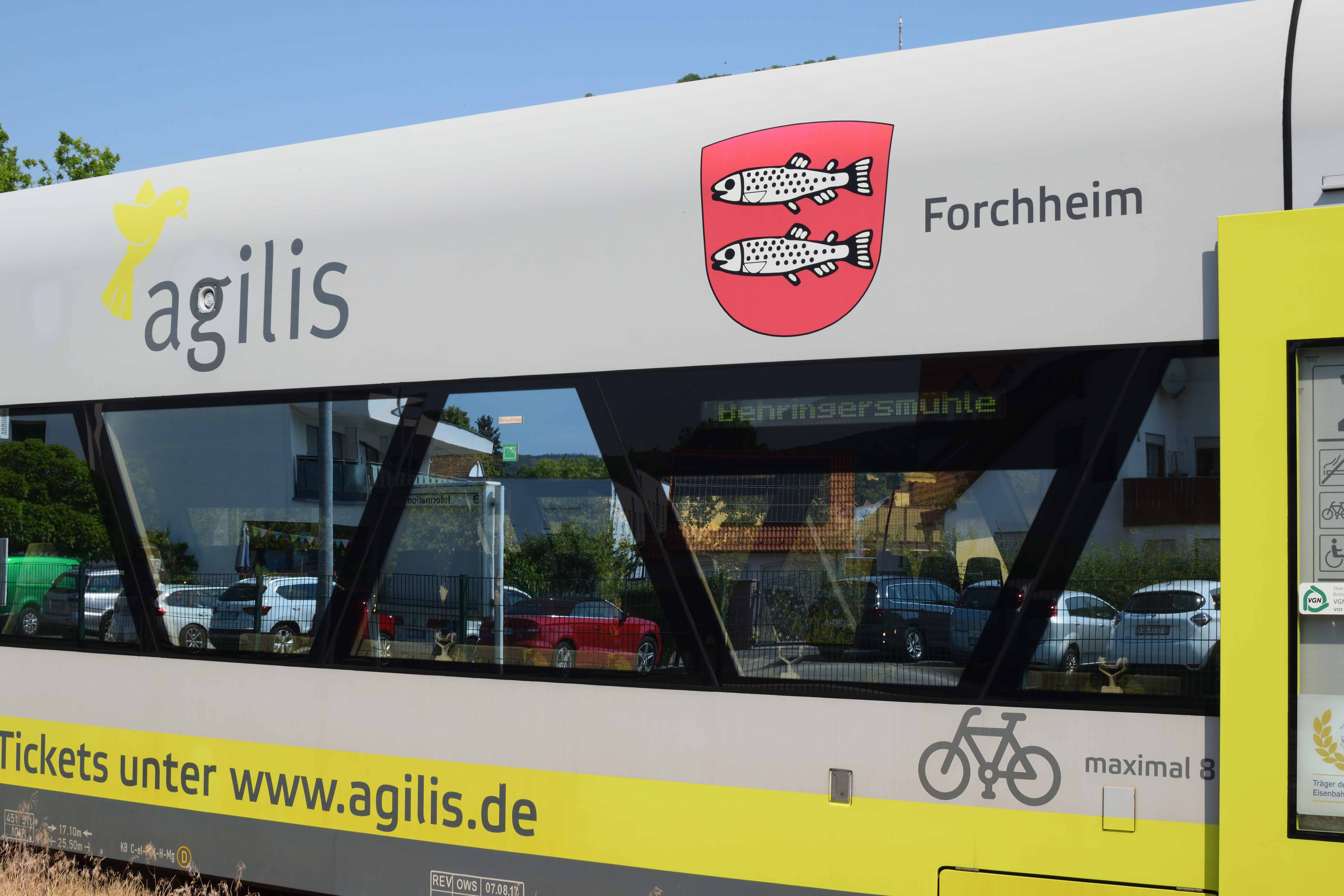
Agilis-Sonderzug kurz vor der Abfahrt in Ebermannstadt
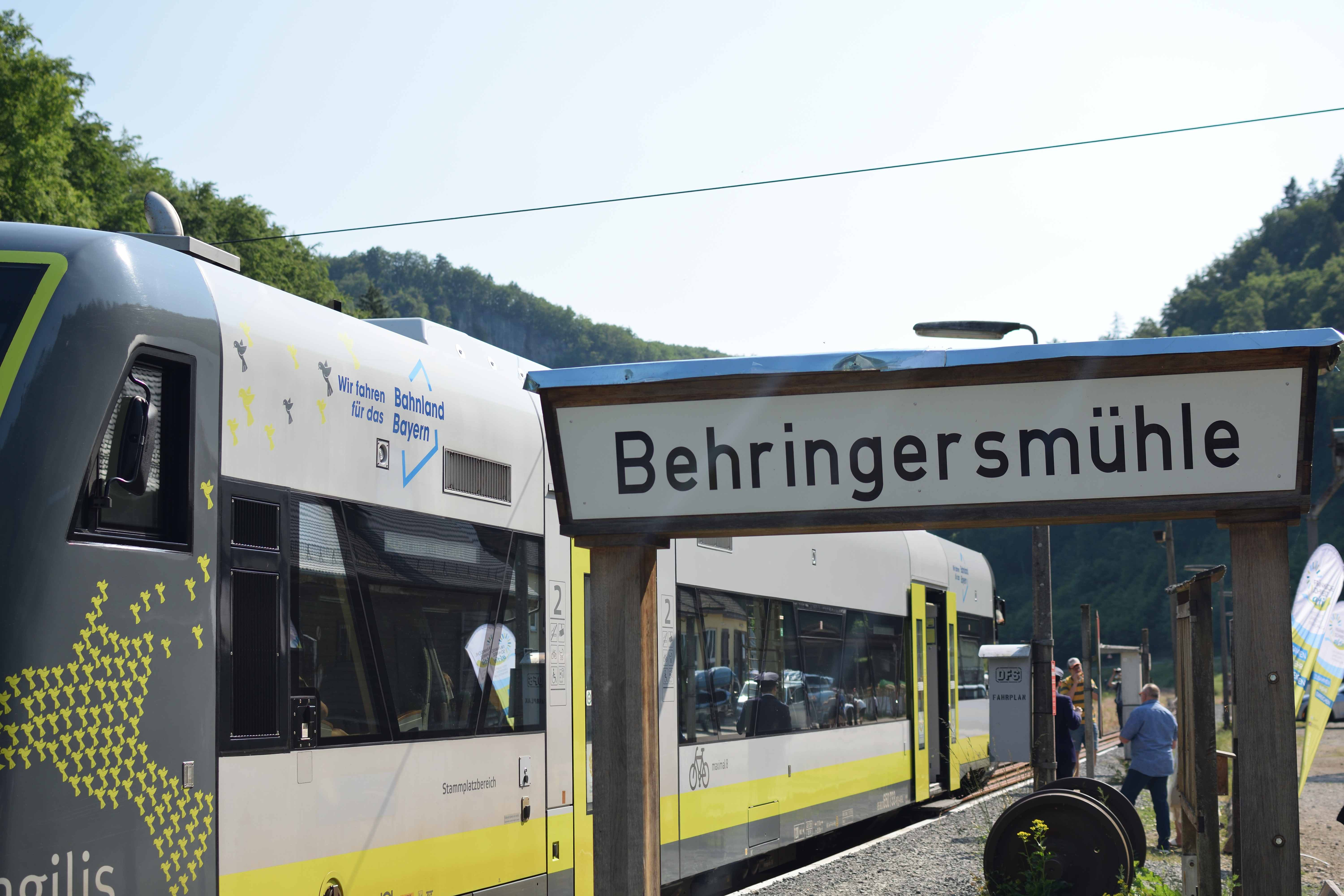
Ankunft in Behringersmühle

## Film
- Lokalbahn Forchheim–Fränkische Schweiz Ebermannstadt Heiligenstadt Behringersmühle. In: Schienen zum Nachbarn – Nebenbahnen zwischen Nürnberg und Bamberg. Teil 2. AV-Technik Greger, Erlangen 1993, ab min 35:57 (online auf YouTube [abgerufen am 2. November 2022]).